# Big Buck Bunny
Big Buck Bunny (nazwa kodowa Peach) – krótkometrażowy film animowany rozprowadzany na licencji Creative Commons Attribution 3.0. 
Został stworzony w programie Blender przez Blender Institute (część Blender Foundation). Prace nad filmem rozpoczęły się w październiku 2007 roku. Oficjalna premiera odbyła się 10 kwietnia 2008 roku w Amsterdamie. Od 30 maja 2008 roku film można za darmo oglądać w internecie.
Na podstawie filmu została stworzona gra zręcznościowa Yo Frankie! (nazwa kodowa Apricot) wydana w sierpniu 2008 roku.

## Multimedia

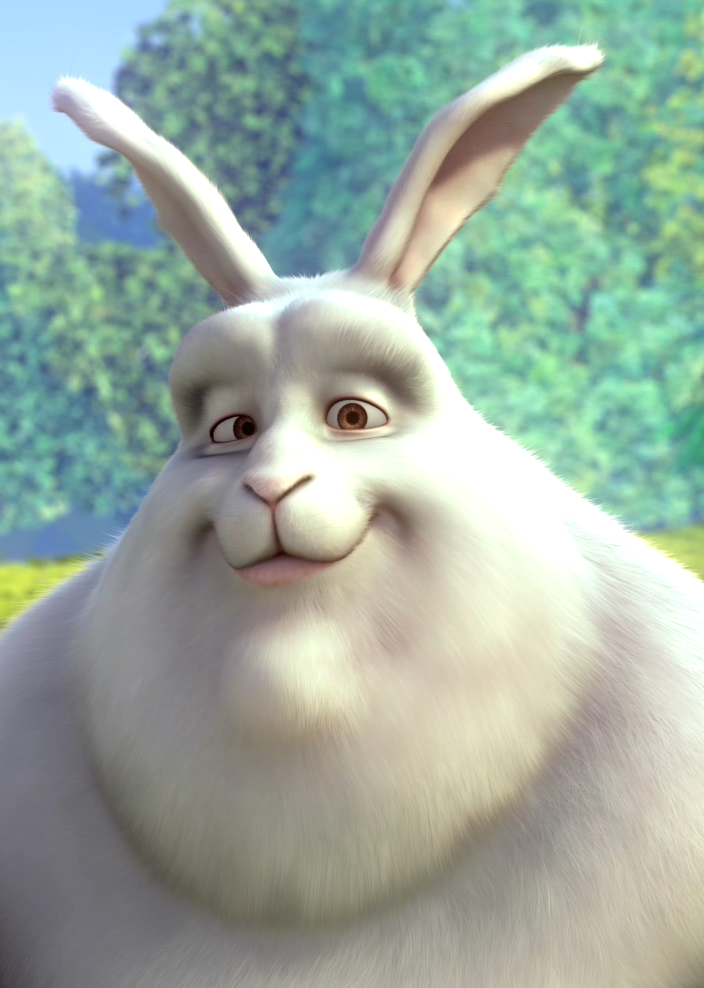
Tytułowy bohater Bunny, inaczej JC (pseudonim używany przez zespół twórców)
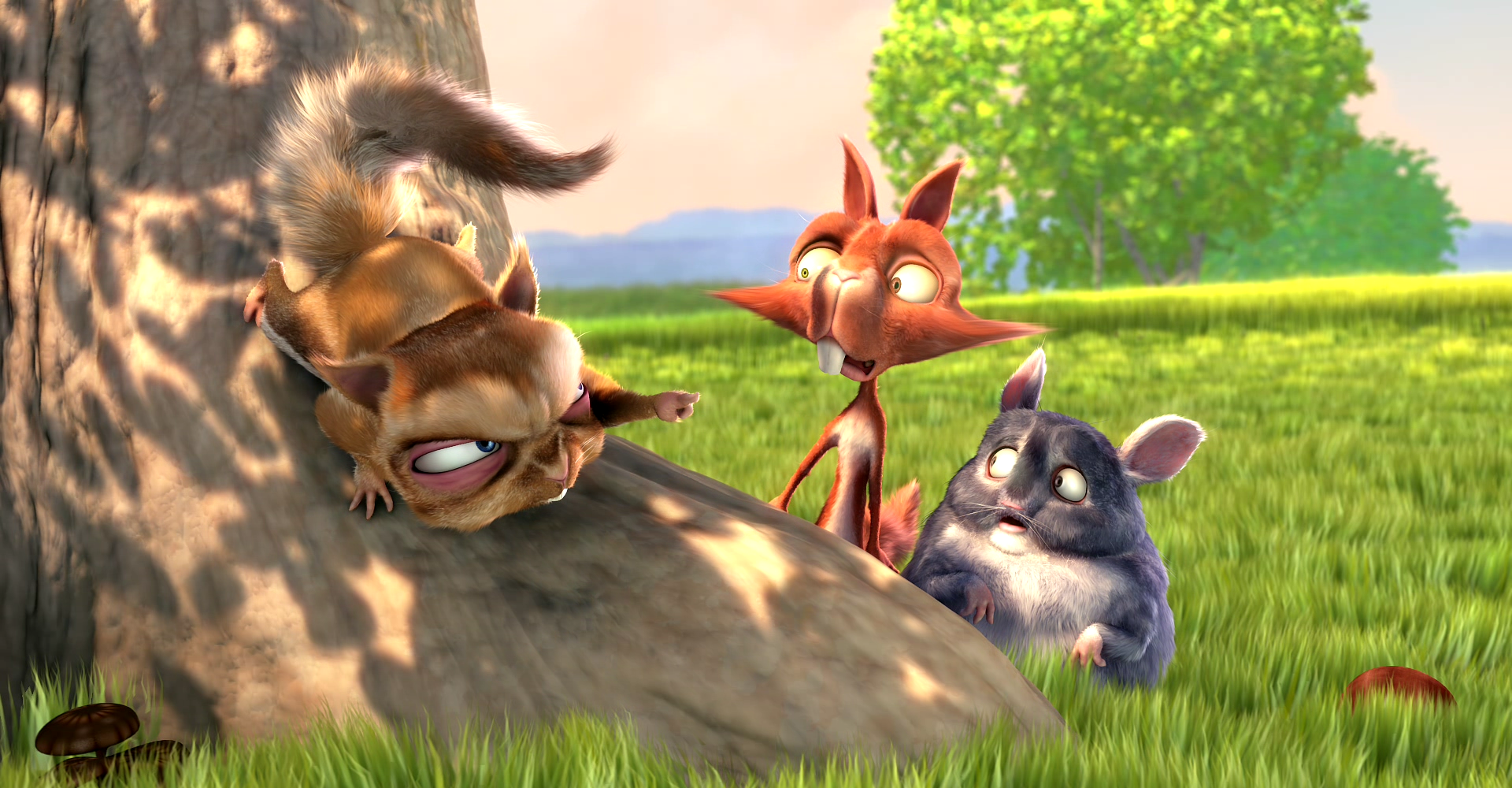
Od lewej – Frank, Rinky i Gamera
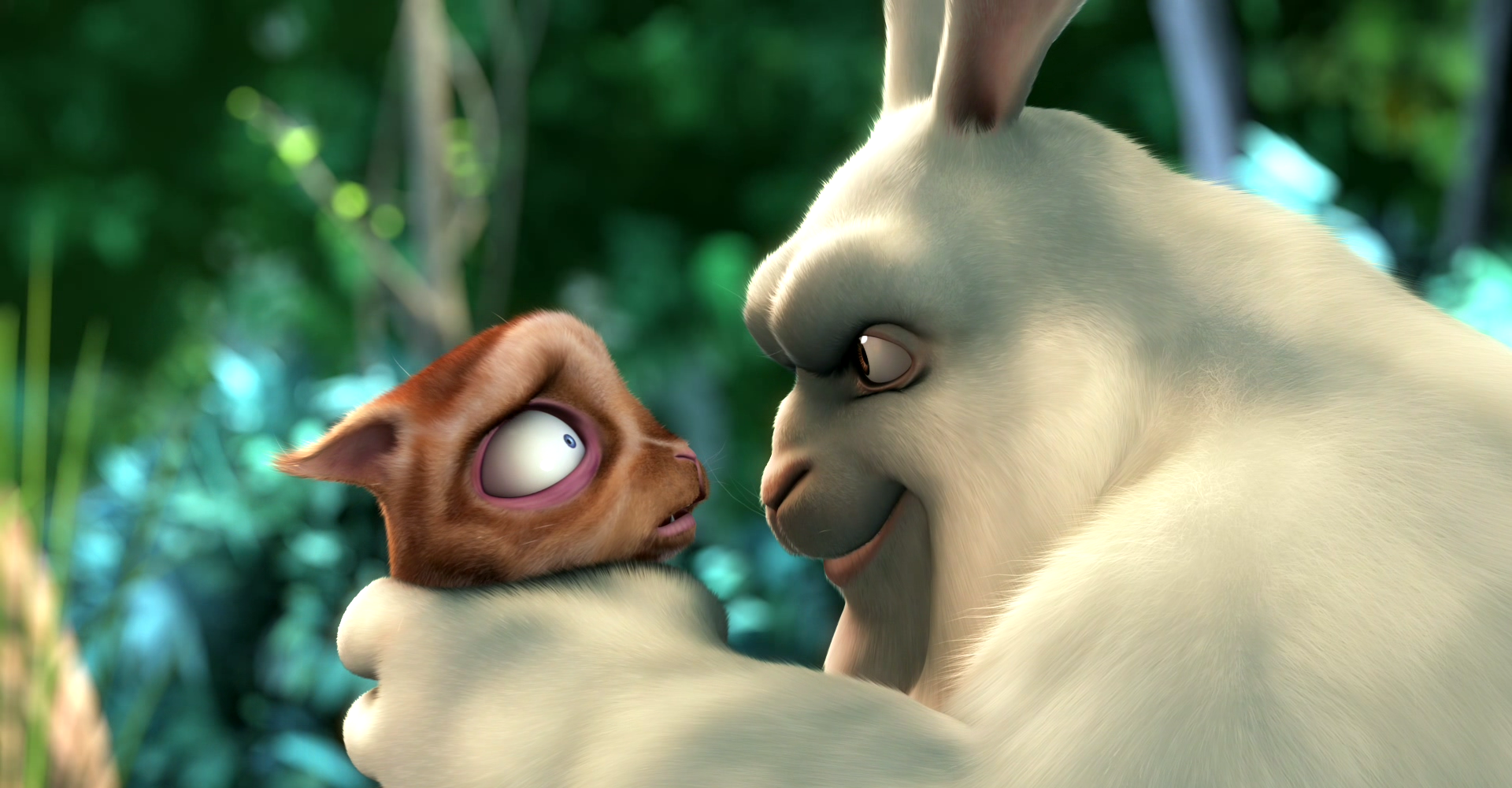
Bunny łapie Franka
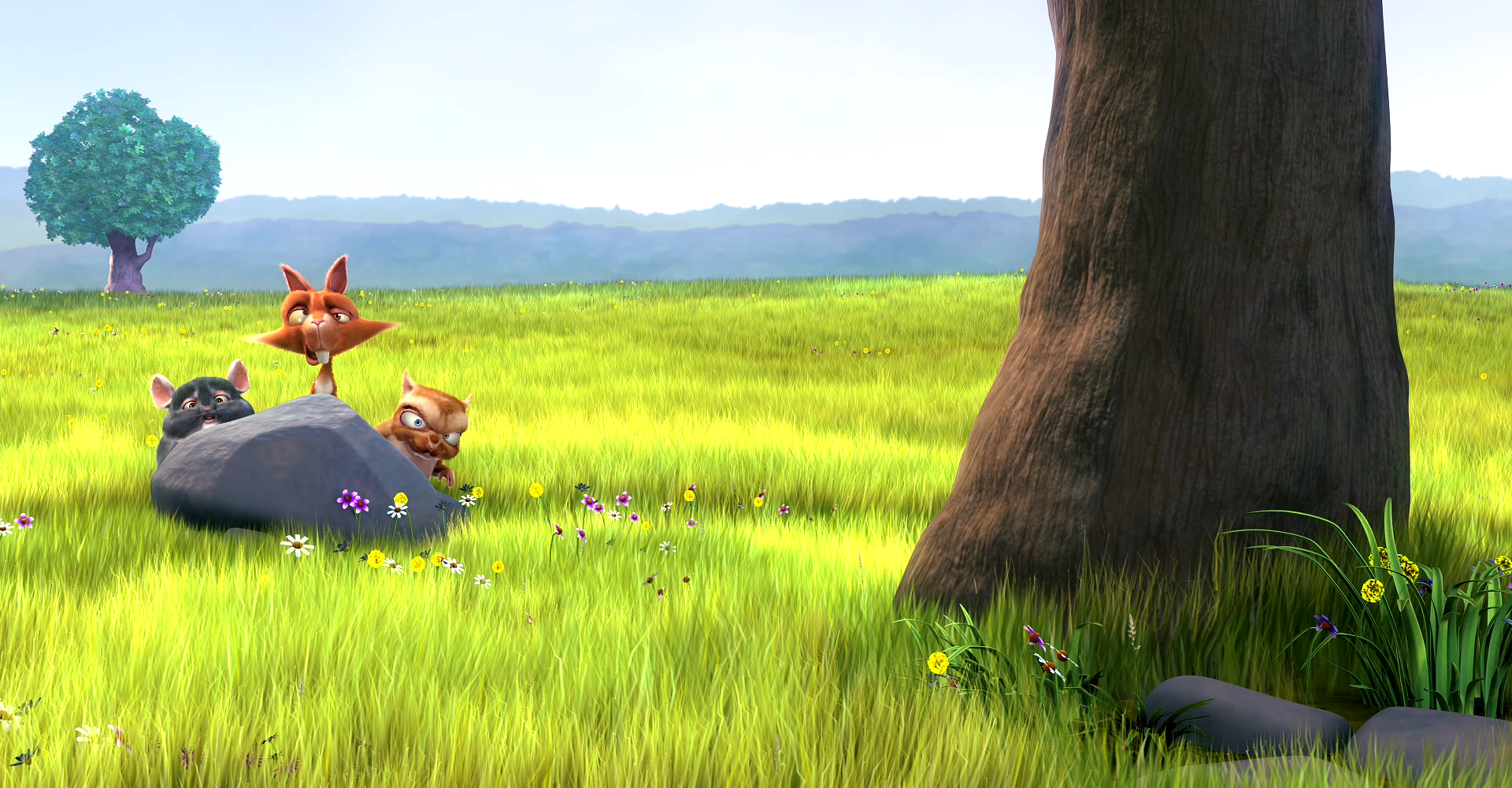
Krajobraz